# مات لوكاس
مات لوكاس (بالإنجليزية: Matt Lucas)‏ (مواليد 5 مارس 1974 في بادنغتون)، هو ممثل وكاتب سيناريو إنجليزي. اشتهر بتقديمه برامج مع الكوميدي ديفيد ويليامز.

## الأعمال
- الريح في الصفصاف
- جيران
- آسترو بوي
- أليس في بلاد العجائب
- غنوميو و جولييت
- الإشبينات
- بورتلانديا
- كوميونتي
- بادنغتون
- دكتور هو
- شارلوك غنومس

## وصلات خارجية
- مات لوكاس على موقع IMDb (الإنجليزية)
- مات لوكاس على موقع ألو سيني (الفرنسية)
- مات لوكاس على موقع ميوزك برينز (الإنجليزية)
- مات لوكاس على موقع أول موفي (الإنجليزية)
- مات لوكاس على موقع قاعدة بيانات الأفلام السويدية (السويدية)
- مات لوكاس على موقع إن إن دي بي (الإنجليزية)
- مات لوكاس على موقع أول ميوزيك (الإنجليزية)
- مات لوكاس على موقع أول ميوزيك (الإنجليزية)
- مات لوكاس على موقع ديسكوغز (الإنجليزية)
- مات لوكاس على موقع ديسكوغز (الإنجليزية)